# Dusona ocellata
Dusona ocellata là một loài tò vò trong họ Ichneumonidae.